# Charlotte Bernard
Pour les articles homonymes, voir Bernard.
Charlotte Bernard, née le 1er juin 1972 à Saint-Martin-d'Hères, est une snowboardeuse française. 

## Carrière
Charlotte Bernard participe aux Jeux olympiques d'hiver de 1998 à Nagano et termine 16e en slalom géant.
Elle compte une participation aux Championnats du monde de snowboard, en 1997, et se classe 16e en slalom géant.
En Coupe du monde de snowboard, son meilleur résultat au classement général est une 42e place en 1997 et son meilleur résultat au classement du slalom géant est une 14e place la même année.
Elle ne compte qu'un seul podium en Coupe du monde, une victoire le 29 novembre 1996 à Tignes en slalom géant.